# Магнитный экватор

Стрелка компаса. Верхняя — в Северном полушарии, средняя — на магнитном экваторе, нижняя — в Южном полушарии.

Магнитный экватор — линия, соединяющая точки земной поверхности, в которых вертикальная составляющая земного магнитизма равна нулю и, соответственно, там нет отклонения магнитной стрелки.
Магнитный экватор не совпадает с географическим экватором, но пересекается с последним в двух точках, одна из которых лежит в Тихом океане, другая — в Атлантическом. В восточных частях Тихого океана и на территории Южной Америки магнитный экватор проходит южнее географического, доходя до параллели 15°. В Африке, Индийском океане и в области Малайского архипелага магнитный экватор расположен севернее географического.
На магнитном экваторе наблюдаются области наиболее высоких значений горизонтальной составляющей земного магнитного поля.
Понятие «магнитный экватор» применимо не только к планете Земля, но и к другим астрономическим объектам (см. ст. «Магнитное поле планет»).